# Аневелде
Аневелде (нід. Anevelde) — селище в нідерландській провінції Оверейсел. Входить до муніципалітету Гарденберг.
Його площа становить 2,39 км², а населення станом на 2021 рік складало 40 осіб.
Перша згадка про населений пункт датується 1259 роком.

## Посилання

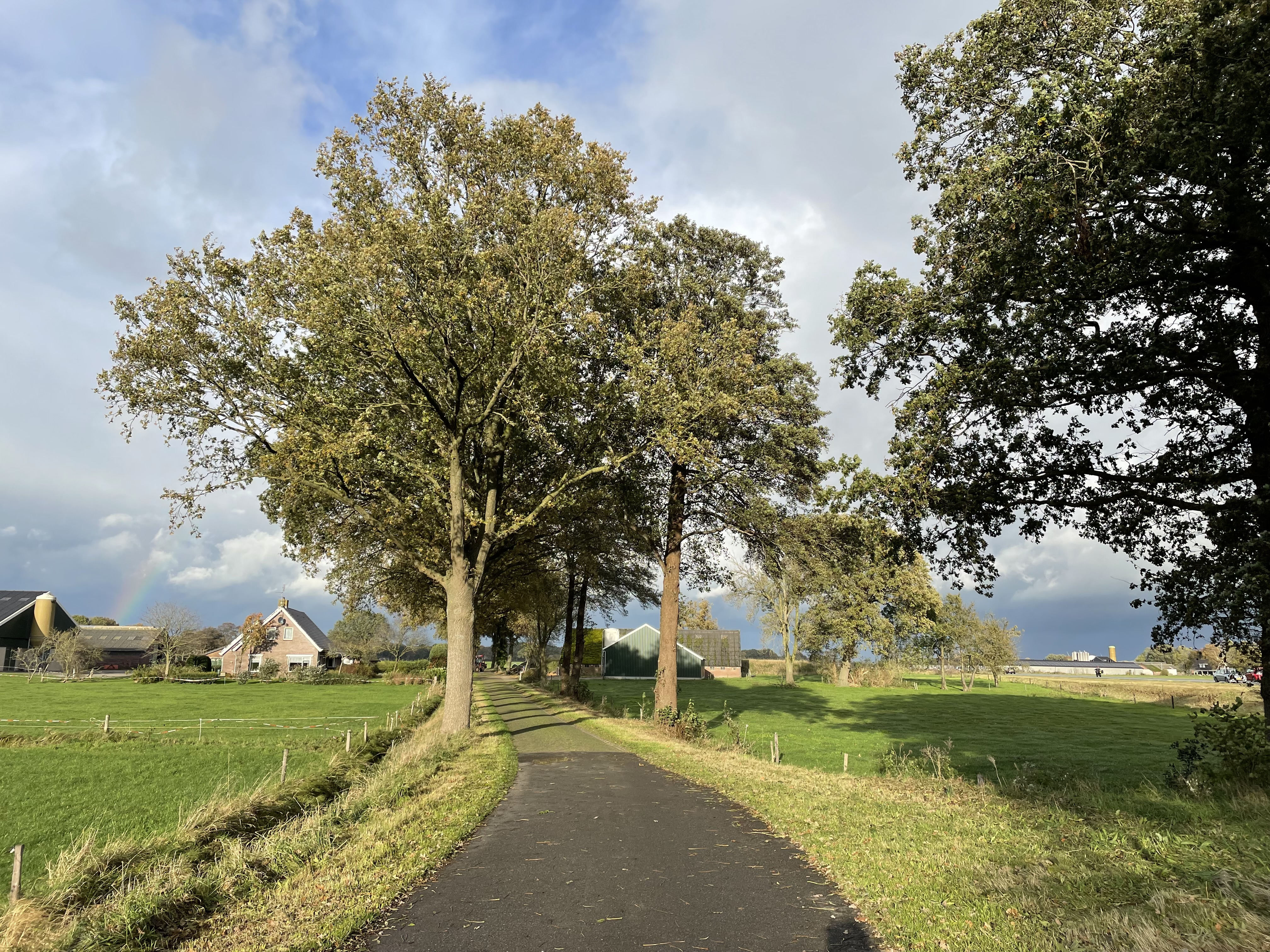
Сільська дорога в Аневелде